# Naga Chaitanya
Naga Chaitanya (né le 23 novembre 1986 à Hyderabad) est un acteur indien de l'industrie cinématographique télougou. Il commence sa carrière en 2009 dans Josh.

## Biographie
Naga Chaitanya est né le 23 novembre 1986 à Hyderabad. Il est le fils de Lakshmi Daggubati, issue de la famille Naidu, une famille prééminente dans l'industrie télougou et de l'acteur Akkineni Nagarjuna ; il est également le petit-fils d'Akkineni Nageswara Rao, familièrement appelé ANR, un des piliers du cinéma télougou. Il emménage à Chennai avec sa mère à la suite du divorce de ses parents.
Naga Chaitanya étudie à la PSBB School de Chennai où il joue occasionnellement de la guitare et de la batterie au sein du groupe de l'école. Avant son entrée dans l'industrie télougou, il suit des cours d'art dramatique à Mumbai avant de se rendre à l'Hollywood Sudios en Californie où il apprend la danse et l'art du combat. Il est amateur de sports mécaniques et participe occasionnellement à des événements relatifs à cette discipline.
Naga Chaitanya commence sa carrière en 2009 dans le film du jeune réalisateur Vasu Varma, Josh, aux côtés de la débutante Karthika Nair, fille de l'actrice  Radha. Malgré les mauvaises critiques et le manque d'intérêt du public, la performance du jeune acteur lui vaut le prix du meilleur espoir masculin lors de la 57e cérémonie des Filmfare Award South.
Son second film, Ye Maaya Chesave (2010), du réalisateur Gautham Menon  dans lequel il partage l'affiche avec Samantha Ruth Prabu, est la version télougou du film tamoul Vinnaithaandi Varuvaaya (2010), dans lequel il fait d'ailleurs une apparition, et du film hindi Ekk Deewana Tha (2012). Ce film lui vaut d'être unanimement encensé par les critiques, et d'être nommé dans la catégorie du meilleur acteur lors de la 58e cérémonie des Filmfare Award South. Le film est un succès au box office et le couple qu'il forme à l'écran avec Samantha est apprécié.
En 2011, il rencontre un autre succès grâce à 100% Love de Sukumar. C'est la première fois qu'il donne la réplique à Tamannaah. Il est nommé dans la catégorie meilleur acteur lors des SIIMA Award pour ce film. Les deux autres films dans lesquels il tourne en 2011, Dhada d'Ajay Bhuyan et Bejawada de Shiva Krishna produit par Ram Gopal Varma, déçoivent.
Il renoue avec le succès commercial et critique grâce à la réalisation de Kishore Kumar, Tadakha, remake du film tamoul Vettai. C'est la deuxième fois qu'il partage l'affiche avec Tamannaah. L'acteur Sunil y interprète le rôle de son frère aîné.
Il retrouve Samantha une deuxième fois dans Autonagar Surya, réalisé par Deva Katta.
Sous la direction de Vikram Kumar, en 2014 il joue dans Manam aux côtés de son père, Akkineni Nagarjuna, et de son grand-père paternel, ANR, qui meurt quelques mois avant la sortie du film. Le long métrage, qui traite de la réincarnation et de l'amour éternel, est un succès critique et public.
Son film suivant, Autonagar Surya réalisé par Deva Katta reçoit des critiques mitigées bien que la performance de Chaitanya soit appréciée. Il y incarne un mécanicien de génie. Le film parvient à trouver son public et devient un succès commercial.
Dans le film romantique Oka Laila Kosam de Vijay Kumar Konda, il tient le rôle de Karthik, diplômé d'une école de commerce prestigieuse qui à le coup de foudre pour une jeune fille rencontrée dans la rue. Le film est un succès critique et commercial.
Il tourne ensuite dans Dohchay dans lequel il incarne un arnaqueur. Le film reçoit un accueil mitigé du public et des critiques.
Saahasam Swasaga Sagipo de Gautham Menon est en cours de tournage. La version tamoule, ayant l'acteur Simbu en tête d'affiche, a été tournée simultanément.
Chaitanya a confirmé sa présence dans Premam de Chandu Mondeti. Le film est le remake du film Malayalam eponyme.

## Filmographie
| Année | Film                          | Rôle                                  | Réalisateur             | Partenaire(s)                                             | Commentaires                                                                                             |  |
| ----- | ----------------------------- | ------------------------------------- | ----------------------- | --------------------------------------------------------- | --- |  |
| 2009  | Josh                          | Sathya                                | Vasu Varma              | Karthika, Prakash Raj                                     | Filmfare Award South Meilleur espoir masculin Nandi Award Meilleur espoir masculin                       |  |
| 2010  | Vinnaithaandi Varuvaayaa      | Lui-même                              | Gautham Menon           |                                                           | Film Tamoul Participation exceptionnelle                                                                 |  |
| 2010  | Ye Maaya Chesave              | Karthik                               | Gautham Menon           | Samantha Ruth Prabhu                                      | Version télougou de Vinnaithaandi Varuvaayaa Nomination Filmfare Award South du meilleur acteur télougou |  |
| 2011  | 100% Love                     | Balu Mahendra                         | Sukumar                 | Tamannaah Bhatia                                          | Nomination SIIMA Award du meilleur acteur                                                                |  |
| 2011  | Dhada                         | Vishwa                                | Ajay Bhuyan             | Kajal Aggarwal, Sriram                                    | |  |
| 2011  | Bejawada                      | Shiva Krishna                         | Vivek Krishna           | Amala Paul                                                | |  |
| 2013  | Tadakha                       | Karthik                               | Kishore Kumar           | Sunil, Tamannaah, Andrea Jeremiah                         | |  |
| 2014  | Manam                         | Nagarjuna / Radha Mohan               | Vikram Kumar            | Akkineni Nageswara Rao, Nagarjuna, Shriya Saran, Samantha | |  |
| 2014  | Autonagar Surya               | Surya                                 | Deva Katta              | Samantha Ruth Prabhu                                      | |  |
| 2014  | Oka Laila Kosam               | Karthik                               | Vijay Kumar Konda       | Pooja Hegde                                               | |  |
| 2015  | Dohchay                       | Chandu                                | Sudheer Varma           | Kriti Sanon, Brahmanandam                                 | |  |
| 2015  | Krishnamma Kalipindi Iddarini |                                       | R. Chandru              |                                                           | Participation spéciale                                                                                   |  |
| 2016  | Aatadukundam Raa              |                                       | G.Nageswara Reddy       |                                                           | Participation spéciale                                                                                   |  |
| 2016  | Premam                        | Vikram                                | Chandu Mondeti          | Shruti Haasan, Anupama Parameswaran                       | |  |
| 2016  | Saahasam Swasaga Sagipo       | Rajinikanth Muralidhar                | Gautham Menon           | Manjima Mohan                                             | |  |
| 2017  | Rarandoi Veduka Chudham       | Shiva                                 | Kalyan Krishna Kurasala | Rakul Preet Singh                                         | |  |
| 2017  | Yuddham Sharanam              |                                       | Krishna Marimuthu       | Lavanya Tripathi                                          | |  |
| 2018  | Mahanati                      | Akkinieni Nageswara Rao               | Nag Ashwin              |                                                           | Participation exceptionnelle                                                                             |  |
| 2018  | Shailaja Reddy Alludu         | Chaitanya (Chaithu)                   | Maruthi                 | Anu Emmanuel                                              | |  |
| 2018  | Savyasachi                    | Vikram Aditiya                        | Chandu Mondeti          | Niddhi Agerwal                                            | |  |
| 2019  | Majili                        | Poorna Chandra Rao                    | Shiva Nirvana           | Samantha Ruth Prabhu                                      | |  |
| 2019  | Oh! Baby                      | Young Chanti                          | B. V. Nandini Reddy     |                                                           | Participation exceptionnelle                                                                             |  |
| 2019  | Venky Mama                    | Capt. Karthik Shivaram Veeramachineni | K.S. Ravindra           | Raashi Khanaa                                             | |  |
| 2021  | Love Story                    | Revanth                               | Sekhar Kammula          | Sai Pallavi                                               | |  |
| 2022  | Bangarraju                    | Chinna Bangarraju                     | Kalyan Krishna Kurasala | Krithi Shetty                                             | |  |
| 2022  | Thank You                     | Abhiram                               | Vikram Kumar            | Raashi Khanaa                                             | |  |
| 2022  | Laal Singh Chaddha            | Balaraju Bodi                         | Advait Chandan          |                                                           | Film en langue hindie                                                                                    |  |